# Caithness, Sutherland and Easter Ross (circonscription du Parlement britannique)
Circonscription parlementaire de la Chambre des communes
Caithness, Sutherland and Easter Ross est une circonscription électorale britannique située en Écosse.

## Liste des députés
| Élection | Élection | MP               | Parti               |
| -------- | -------- | ---------------- | ------------------- |
|          | 1997     | Robert Maclennan | Libéraux-démocrates |
|          | 2001     | John Thurso      | Libéraux-démocrates |
|          | 2015     | Paul Monaghan    | SNP                 |
|          | 2017     | Jamie Stone      | Libéraux-démocrates |